# العلاقات اليمنية الفنزويلية
العلاقات اليمنية الفنزويلية هي العلاقات الثنائية التي تجمع بين اليمن وفنزويلا.

## مقارنة بين البلدين
هذه مقارنة عامة ومرجعية للدولتين:
| وجه المقارنة                                              | اليمن         | فنزويلا                                  |
| --------------------------------------------------------- | ------------- | ---------------------------------------- |
| المساحة (كم2)                                             | 555.00 ألف    | 916.45 ألف                               |
| عدد السكان (نسمة)                                         | 28.25 مليون   | 28.87 مليون                              |
| الكثافة السكانية (ن./كم²)                                 | 50.9          | 31.5                                     |
| العاصمة                                                   | صنعاء، عدن    | كاراكاس                                  |
| اللغة الرسمية                                             | اللغة العربية | اللغة الإسبانية، لغة الإشارة الفنزويلية ‏ |
| العملة                                                    | ريال يمني     | بوليفار فنزويلي                          |
| الناتج المحلي الإجمالي (بليون دولار)                      | 18.21 مليار   | 482.36 مليار                             |
| الناتج المحلي الإجمالي (تعادل القوة الشرائية) بليون دولار | 75.69 مليار   |                                          |
| الناتج المحلي الإجمالي الاسمي للفرد دولار أمريكي          | 1.41 ألف      |                                          |
| الناتج المحلي الإجمالي للفرد دولار أمريكي                 |               |                                          |
| مؤشر التنمية البشرية                                      | 0.498         | 0.762                                    |
| رمز المكالمات الدولي                                      | +967          | +58                                      |
| رمز الإنترنت                                              | .ye           | .ve                                      |
| المنطقة الزمنية                                           | ت ع م+03:00   | 00                                       |

## منظمات دولية مشتركة
يشترك البلدان في عضوية مجموعة من المنظمات الدولية، منها:
| علم المنظمة | اسم المنظمة                        | تاريخ انضمام اليمن | تاريخ انضمام فنزويلا |
| ----------- | ---------------------------------- | ------------------ | -------------------- |
|             | يونسكو                             | 2 أبريل 1962       | 25 نوفمبر 1946       |
|             | مؤسسة التمويل الدولية              | 22 مايو 1970       | 28 ديسمبر 1956       |
|             | منظمة حظر الأسلحة الكيميائية       | ?                  | ?                    |
|             | وكالة ضمان الاستثمار متعدد الأطراف | 12 مارس 1996       | 9 مايو 1994          |
|             | الاتحاد البريدي العالمي            | ?                  | ?                    |
|             | منظمة الشرطة الجنائية الدولية      | ?                  | ?                    |
|             | الأمم المتحدة                      | 30 سبتمبر 1947     | 15 نوفمبر 1945       |
|             | الاتحاد الدولي للاتصالات           | 1931               | 13 أغسطس 1920        |
|             | البنك الدولي للإنشاء والتعمير      | 3 أكتوبر 1969      | 30 ديسمبر 1946       |

## وصلات خارجية
- موقع وزارة الخارجية الفنزويلية